# Essex Hemphill
Essex Hemphill (* 16. April 1957 in Chicago; † 4. November 1995 in Philadelphia) war ein US-amerikanischer Autor und Dichter.

## Leben
Seine Eltern waren Warren und Mantalene Hemphill; er hatte vier Geschwister. In seiner Kindheit zogen seine Eltern mit der Familie nach Washington, D.C., wo er die Ballou High School besuchte. Mit vierzehn Jahren begann er, Gedichte zu schreiben, in denen er über seine eigenen Gedanken, sein Familienleben und seine aufkeimende Sexualität schrieb. Ab 1975 studierte Hemphill Journalismus an der University of Maryland.
1979 gründete Hemphill mit Freunden das Nethula Journal of Contemporary Literature, eine Publikation, die die Werke moderner afro-amerikanischer Künstler in den 1980er präsentierte. Eine seiner ersten öffentlichen Lesungen als Dichter wurde vom Nethula-Journal-Mitherausgeber E. Ethelbert Miller in der Gründerbibliothek der Howard University arrangiert, wo er neben der Filmemacherin Michelle Parkerson auftrat. In den folgenden Jahren hielt er unter anderem Lesungen an der Harvard University, der University of Pennsylvania und an der University of California in Los Angeles.
1982 gründeten Hemphill, Larry Duckett, sein enger Freund, und Wayson Jones, sein Mitbewohner an der Universität, die Poesiegruppe „Cinque“, die in der Gegend von Washington DC auftrat. Hemphill setzte seine rhythmische Poesie mit gesprochenem Wort fort und erhielt 1983 ein Stipendium des Washington Project for the Arts. Hemphill begann in dieser Zeit auch, seine eigenen Gedichtsammlungen zu veröffentlichen, beginnend mit Diamonds Was in the Kitty und Some of the People We Love im Jahre 1982, gefolgt von Earth Life im Jahre 1985 und Conditions im Jahre 1986. Seine Gedichte wurden in verschiedenen Zeitschriften veröffentlicht, und seine Aufsätze wurden unter anderem in den Magazinen Obsidian, Black Scholar, CALLALOO und Essence gedruckt. 1986 erhielt Hemphill ein Stipendium der National Endowment for the Arts.
Hemphill trat zwischen 1989 und 1992 auch in einer Reihe von Dokumentarfilmen auf. 1989 erschien er im Dokumentarfilm Looking for Langston, einem Film von Isaac Julien über den Dichter Langston Hughes und die Harlem Renaissance.
Hemphill arbeitete auch mit dem Emmy-preisgekrönten Filmemacher Marlon Riggs an zwei Dokumentarfilmen: Tongues Untied im Jahre 1989, in dem die komplexe Überschneidung von schwarzen und queeren Identitäten untersucht wurde, und Black is ... Black Ain’t. 1991 veröffentlichte er Brother to Brother: New Writings von Black Gay Men, das Werke von etwa drei Dutzend Autoren, darunter Hemphill selbst, enthielt. 1995 verstarb Hemphill an den Folgen von AIDS.

## Werke (Auswahl)
- In the Life
- Gay and Lesbian Poetry in Our Time
- Art Against Apartheid
- Men and Intimacy
- High Risk
- New Men
- New Minds
- Natives
- Tourists and Other Mysteries
- 1982: Diamonds Was in the Kitty, Gedichtsammlung
- 1982: Some of the People We Love, Gedichtsammlung
- 1986: Conditions, Gedichtsammlung
- 1991: Brother to Brother: New Writings von Black Gay Men, RedBone Press, 2007, ISBN 978-0-9786251-1-5
- 1991: Evidence of Being : Die schwarze schwule kulturelle Renaissance und die Politik der Gewalt (in Erinnerung an den an AIDS zuvor verstorbenen Autor Joseph Beam)
- 1991:  Ceremonies: Prose and Poetry,  Sammlung von Gedichten und Kurzgeschichten, Cleis Press, 2000, ISBN 978-1-57344-101-8

### Weitere Beiträge
- in: Patrick Merla, Boys Like Us: Gay Writers Tell Their Coming Out Stories, Avon Books, 1996
- in: Thomas Avena, Life Sentences: Writers, Artists, and AIDS, Mercury House, 1994

### Auftritte in Dokumentarfilmen
- 1989: Looking for Langston
- 1989: Tongues Untied
- 1994: Black Is...Black Ain’t
- Narrator: Out of the Shadows, AIDS documentary

## Auszeichnungen und Preise (Auswahl)
- 1991: Lambda Literary Award für Ceremonies: Prose and Poetry
- 1991: Stonewall Book Award für Ceremonies: Prose and Poetry
- 2019: Aufnahme in die National LGBTQ Wall of Honor in New York City[6]